# Шушнур
Шушну́р (рос. Шушнур, башк. Шушнур) — село (у минулому присілок) у складі Краснокамського району Башкортостану, Росія. Адміністративний центр Шушнурської сільської ради.
Населення — 471 особа (2010; 458 у 2002).
Національний склад:
- марійці — 75 %